# Elisabeth Bowen
Elisabeth Bowen (Dublin, 7. lipnja 1899. – London, 22. veljače 1973.), engleska književnica.
Po uzoru na Henryja Jamesa pisala je zapažene psihološke romane i novele iz života imućnih slojeva engleske građanske klase. Najuspjeliji su joj romani "Smrt srca" i "Dnevna žega".